# Ксаверівка (Житомирський район)
Ксаве́рівка — село в Україні, у Житомирському районі Житомирської області. Входить до складу Оліївської сільської громади. Населення становить 413 осіб.

## Історія
Засноване як хутір після 1868 року між селами Новопіль  та Клітище. У 1906 році ферма Пулинської волості Житомирського повіту Волинської губернії. Відстань від повітового міста 20 верст, від волості 19. Дворів 9, мешканців 147.

## Населення

### Мова
Розподіл населення за рідною мовою за даними перепису 2001 року:
| Мова       | Кількість | Відсоток |
| ---------- | --------- | -------- |
| українська | 407       | 98.55%   |
| російська  | 6         | 1.45%    |
| Усього     | 413       | 100%     |